# Національний академічний театр імені Янки Купали
Національний академічний театр імені Янки Купали (біл. Нацыянальны акадэмічны тэатр імя Янкі Купалы; рос. Национальный академический театр имени Янки Купалы) — національний академічний драматичний театр у столиці Білорусі місті Мінську; найстаріший театр країни.
Має ім'я класика білоруської літератури поета Янки Купали.

## Загальні дані
Національний академічний театр імені Янки Купали розташований у центральній частині Мінська в історичній спеціально зведеній для губернського театру будівлі за адресою:
вул. Енгельса, буд. 7, м. Мінськ—220030 (Республіка Білорусь).
Мала зала театру розташована неподалік (вул. Енгельса, 12).
Глядацька зала театру розрахована на 522 місця.
Чинне керівництво театрального закладу — генеральний директор Павло Іванович Поляков і художній керівник лауреат Державної премії Республіки Білорусь Микола Миколайович Пінігін.
Вистави в театрі відбуваються майже повністю білоруською мовою.

## З історії театру

### Губернський мінський театр

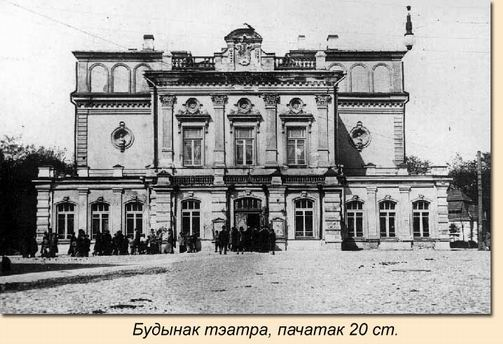
Губернський театр, поч. ХХ ст.

За свідченнями архівів, у 1887 році після пожежі, що сталась у колишньому міському театрі, відбулося засідання міської думи на підтримку ініціативи тодішнього мінського губернатора князя М. М. Трубецького щодо будівництва нового театру. Архітекторами проекту булі призначені Кароль Козловський і Костянтин Уведенський. Урочиста закладка будови відбулася 26 червня 1888 року (за старим стилем). Зводився театр на народні пожертви.
Губернський театр відкрився 5 червня 1890 року. Відтоді мінська сцена приймала найкращі петербурзькі та московські трупи; неодноразово в театрі виступали провідні українські трупи М. Старицького, М. Кропивницького, П. Саксаганського; єврейські та польські мандрівні трупи.
1 травня 1917 року артисти Першого білоруського товариства драми і комедії, створеного актором і режисером Флоріаном Ждановичем, представили мінському глядачу «Паўлінку» Я. Купали і «У зімовы вечар» за Е. Ожешко.

### Білоруський Державний Театр: від створення до 1960-х рр.
Урочисте відкриття Білоруського Державного Театру (БДТ) відбулося 14 вересня 1920 року в приміщенні Мінського міського театру. У програмі відкриття першого театрального сезону — інсценування повісті Е. Ожешко «Рись» у виконанні білоруської трупи, п'єса Шолом-Алейхема «Люди» (єврейська трупа), «Вясілля» А. Чехова (російська трупа).
Основу молодого колективу склали актори «Першага беларускага таварыства драмы і камедыі» на чолі з Ф. Ждановичем: І. Жданович, Г. Григоніс, Є. Миронова, К. Санников, Стефанія Станюта. Плеяду «піонерів» купалівської сцени невдовзі поповнили Володимир Крилович, Л. Ржецька, Б. Платонов, В. Пола, В. Галіна, В. Владамирський, Михайло Зоров, Г. Глєбов, Степан Бірило, Л. Рахленко.

Перша трупа Білоруського Державного Театру, 1924

У 1921 році уряд надав молодому театрові звання академічного з метою підйому престижу білоруської культури (на той час білоруська трупа була єдиним господарем приміщення).
Проте вже від 1926 театр став заватися БДТ-1 (білоруські державні театри булі відкриті в ряді інших міст республіки). У сезоні 1926/1927 років у Червоній залі діяла Мала сцена театру.
Спектаклем «Вільгельм Тэль» 1926 року купалинці започаткували роботу над дитячим репертуаром.
У 1920-ті в театрі ставились вистави за творами білоруських драматургів. Колектив також організовував етнографічні експедиції, і в результаті атмосферу вистав доповнювали народним колоритом. Фольклорну основу щедро використовували у спектаклях композитори Теравський і Маркевич; пізніше Цикоцький, Туранков і Золотарьов — так з'явилась одна з найпопулярніших білоруських пісень «Купалінка» Теравського, що вперше прозвучала в 1920 році у спектаклі «Паўлінка» і вже тоді була сприйнята як народна.
Визначення напрямків і шлях розвитку театру від 1921 до 1931 року належить Євстигнею Мировичу, режисеру, актору, драматургу, мистецькому керівнику. Вже перші його постановки «На Купалле» і «Машэка» принесли йому славу. Мирович сповідував концепт «строкатого театру»: паралельне опрацювання різних стилістичних манер і мистецьких течій. Відтак, у афіші сусідували пафосно-революціна вистава «Гімн працы» Андрієнка та героїко-історична мелодрама «Кастусь Каліноўскі». Режисер обстоював принципи авторської режисури і сам написав чимало п'єс для театру, постановки яких ставали етапними.
На початку 1930-х років цей «романтичний» напрямок змінив «суворий стиль» Д. Крейна, аскетизм і раціональність якого більше пасували до оформлення індустріальних п'єс та сучасних драм про становлення молодої радянської держави.
До 1927 року до складу театру входили: хор (керівник Теравський), балетна трупа (керівник Алексютович) і симфонічний оркестр (диригенти Купер, Субашов, Михайлов). Всі вони вели паралельно самастійну концертну діяльність. Тоді ж відбулося становлення білоруської музичної комедії (оперети). Першою спробою втілити на сцені оригінальну білоруської комічної опери був «Тарас на Парнасе».
Тоді ж Алексютович зробив спробу поставити перший національний балет «У чэрвеньскую ноч», чим фактично Білоруський державний театр підготував підґрунтя для Національного театру опери та балету, відкриття якого на сцені БДТ відбулося в 1933 році.

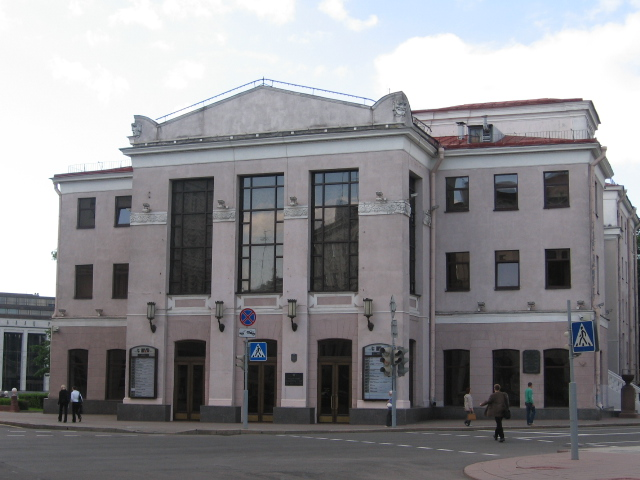
Вигляд будівлі театру з 1958 по 2010 рік.

У 1940 році театр був нагороджений орденом Трудового Червоного Прапора.
1944 року режисер Лев Литвинов у класичних традиціях поставив славетну «Паўлінку» Янки Купали — прем'єра відбулася у Томську, де театр перебував в евакуації в роки ДСВ. У цьому ж (1944) році театрові було надано ім'я великого білоруського поета і драматурга Янки Купали.
У 1955 році театр отримав звання академічного.

### Театр на сучасному етапі
Сучасний період Купалівського театру бере початак у 1960-ті роки, і пов'язаний з творчістю режисера і художнього керівника театру Валерія Раєвського.
Так звана «відлига» 1960-х років, що сприяла культурному і мистецькому підйому, позитивно позначилась і на Театрі імені Купали — постановки Бориса Еріна та режисерів «нової хвилі» Бориса Луценка та Валерія Раєвського поєднують найкращі традиції та новаторство. Справжньою подією в культурному житті міста і республіки став спектакль «Што той салдат, што гэты» у постановці В. Раєвського за п'єсою Б. Брехта (1969).
Найяскравшими акторами театру цього періоду були: С. Станюта, З. Стомма, Г. Макарова, П. Кормунін, З. Броварська, М. Яроменко, Г. Гарбук, Г. Овсянніков, Л. Давидович, М. Захаревич, В. Тарасов, Г. Талкачова, В. Бєлохвостик тощо.
У 1993 році, вже за незалежності Білорусі, за високі досягнення в галузі розвитку білоруської театральної культури згідно з Постановою Ради Міністрів Республіки Білорусь театрові імені Янки Купали був присвоєний статус «національного».
У серпні 2020 року 200 працівників театру підписали звернення із закликом перерахувати голоси на виборах і припинити насильство над мирними громадянами. Підтримав команду генеральний директор Павло Латушко. 17 серпня над Купалівським з'явився біло-червоно-білий прапор. Наступного дня з Латушком достроково розірвали контракт, у відповідь співробітники поставили владі ультиматум: повернення режисера або масове звільнення акторів. Наприкінці серпня театр покинуло майже 60 осіб, серед яких майже всі актори та художній керівник Миколай Пінігін.

## Сьогодення театру: акторський склад і репертуар
У теперішній час (2000-ні) Національний академічний театр імені Янки Купали посідає провідне становище в театральному житті Білорусі. Це — справжнє джерело національної драматургії, сміливих мистецьких пошуків, скарбниця театральних талантів.
На сцені театру продовжують працювати провідні майстри білоруської сцени, гордість театрального мистецтва: народні артисти СРСР, лауреати Державних премій СРСР, БРСР і Республіки Білорусь, народні і заслужені артисти Білорусі — Г. М. Гарбук, М. Г. Захаревич, М. М. Кириченко, А. Л. Милованов, Г. С. Овсянников, Г. О. Орлова, А. К. Помазан, Г. С. Толкачова, З. В. Белохвостик, Х. С. Воронецький, А. С. Єльяшевич, М. М. Зінкевич, З. П. Зубкова, Н. Г. Кочеткова, С. В. Кравченко, Г. Р. Малявський, В. С. Манаєв, Т. І. Николаєва, О. С. Подобєд, В. М. Роговцов. Третину купалівської трупи складає талановита молодь.
Театр старанно зберігає національні театральні традиції (так, невмируща «Паўлінка» Я. Купали «живе» на сцені вже понад 65 років), першим йде на сміливі режисерські та сценографічні експерименти. Найяскравішими прем'єрами останніх років є: «Эрык XIV» " А. Стриндберга, «Чычыкаў» за гоголівськими «Мертвими душами», «Сымон-музыка» Якуба Коласа, «Дзікае паляванне караля Стаха» В. Короткевича, «Востраў Сахалін» А. Чехова, «Макбет» В. Шекспіра, «Дзеці Ванюшына» С. Найдьонова, «Пінська шляхта» В. Дуніна-Марцинкевича.
Національний академічний театр імені Янки Купали є справжньою візитівкою Білорусі на міжнародній арені — нещодавно колектив став лауреатом і переможцем шерега Міжнародних театральних фестивалів, з великим успіхом колектив гастролював у Польщі, Естонії, Україні, Росії, Фінляндії.